# Pak Nodzsa
Pak Nodzsa (hangul: 박노자, handzsa: 朴露子, RR: Pak Noja; Leningrád, 1973. február 5.–) eredeti nevén Vlagyimir Mihajlovics Tyihonov (Владимир Михайлович Тихонов) orosz származású dél-koreai politikus, az Oslói Egyetem professzora, a Munkapárt képviselője.

## Élete
Leningrádban, oroszországi zsidó család gyermekeként született 1973-ban. A helyi egyetemen folytatott koreai tanulmányokat, akkor még az észak-koreai–szovjet külkapcsolatok révén. 1992-ben, egyetemi tanulmányai alatt megismerkedett egy koreai hegedűművésznővel, Pek Mjongdzsonggal (Paik Myong-jong-gal), akivel 3 évvel később házasságot kötött. 1997-ben Dél-Koreába költözött, ekkor vette fel jelenlegi nevét. Keresztnevének jelentése: „Oroszország gyermeke”. 2001-ben dél-koreai állampolgár lett, egy évvel később pedig megjelentek első írásos művei.